# 越後へぎそば処 粋や
越後へぎそば処 粋や（えちごへぎそばどころ いきや）は、新潟県新潟市中央区の商業施設「デッキィ401」にあるそば屋。新潟県魚沼地方の郷土蕎麦である「へぎ蕎麦」を提供する。創業は2013年（平成25年）。
2017年現在、まだ創業間もないものの、店主は25年以上蕎麦に携わる職人であるであると言う。
へぎ蕎麦の「つなぎ」として使用する「布海苔」の量を少なくし、普通の蕎麦と比べて違和感を感じないようにしながらも、そのかたちを残すように（いわゆるホシが残った状態）蕎麦を仕上げて、布海苔が蕎麦に混入していることを、視覚面などで感じやすいように仕上げられている。
大きすぎるホシを生地から手作業で取り除くため、蕎麦打ち自体は機械打ちであるものの、普通に蕎麦を作るよりも何倍もの時間を要する。
また全体的に約半数と、比較的女性客が多く見られるのが特徴でもあり、本店の蕎麦の食感は、なめらかなものであるという。
公式サイトによれば、そばつゆの基となる「かえし」に、モーツァルトの楽曲を聴かせて作成しているとのこと。